# Cuterebra megastoma
Cuterebra megastoma är en tvåvingeart som beskrevs av Brauer 1863. Cuterebra megastoma ingår i släktet Cuterebra och familjen styngflugor. Inga underarter finns listade i Catalogue of Life.